# Abdelrafik Gérard
Abdelrafik Gérard, né le 8 juin 1993 à Ivry-sur-Seine, est un footballeur français qui évolue au poste de milieu de terrain.

## Biographie

### Paris Saint-Germain
Après trois ans de préformation à l'INF Clairefontaine, il rejoint le centre de formation du Paris SG. En 2012, il joue ses premières minutes avec l'équipe réserve du club[réf. souhaitée].

### US Créteil-Lusitanos
En 2014, il signe un contrat de deux ans avec les béliers de l'Union sportive Créteil-Lusitanos. Le 16 janvier 2015, il joue son premier match contre La Berrichonne de Châteauroux, score final (2-2).
Lors de la saison 2015 /2016, il joue 13 rencontres, pour un seul but marqué contre les Chamois niortais lors de la 37e journée de Ligue 2.

### Racing club de Lens
Arrivé au Racing Club de Lens lors de la saison 2016-2017, Abdelrafik Gérard s'engage un an chez les sang et or. Auteur de belles prestations avec les lensois, il est courtisé par plusieurs clubs à la trêve hivernal. Lors de la vingt-et-unième journée, il marque son premier but sous les couleurs sang et or contre le Nîmes Olympique. Au début de l'année 2017, il prolonge son contrat de deux ans.

### RU Saint-Gilloise
Le 11 juillet 2018, Gérard signe à la Royale Union Saint-Gilloise, club de deuxième division belge.

### FK Qabala
Il quitte le club le 24 janvier 2020 pour s'engager en Azerbaïdjan et plus précisément au FK Qabala.

### Racing Club de France
En Février 2023 , Abdelrafik Gérard rejoint le Racing Club de France, club dans lequel il est déjà passé entre 2000 et 2002 , pour rejoindre le projet ambitieux du club ainsi que pour y mettre son expérience et sa technique au service de l'équipe évoluant en National 2 .